# تحرير غير خطي

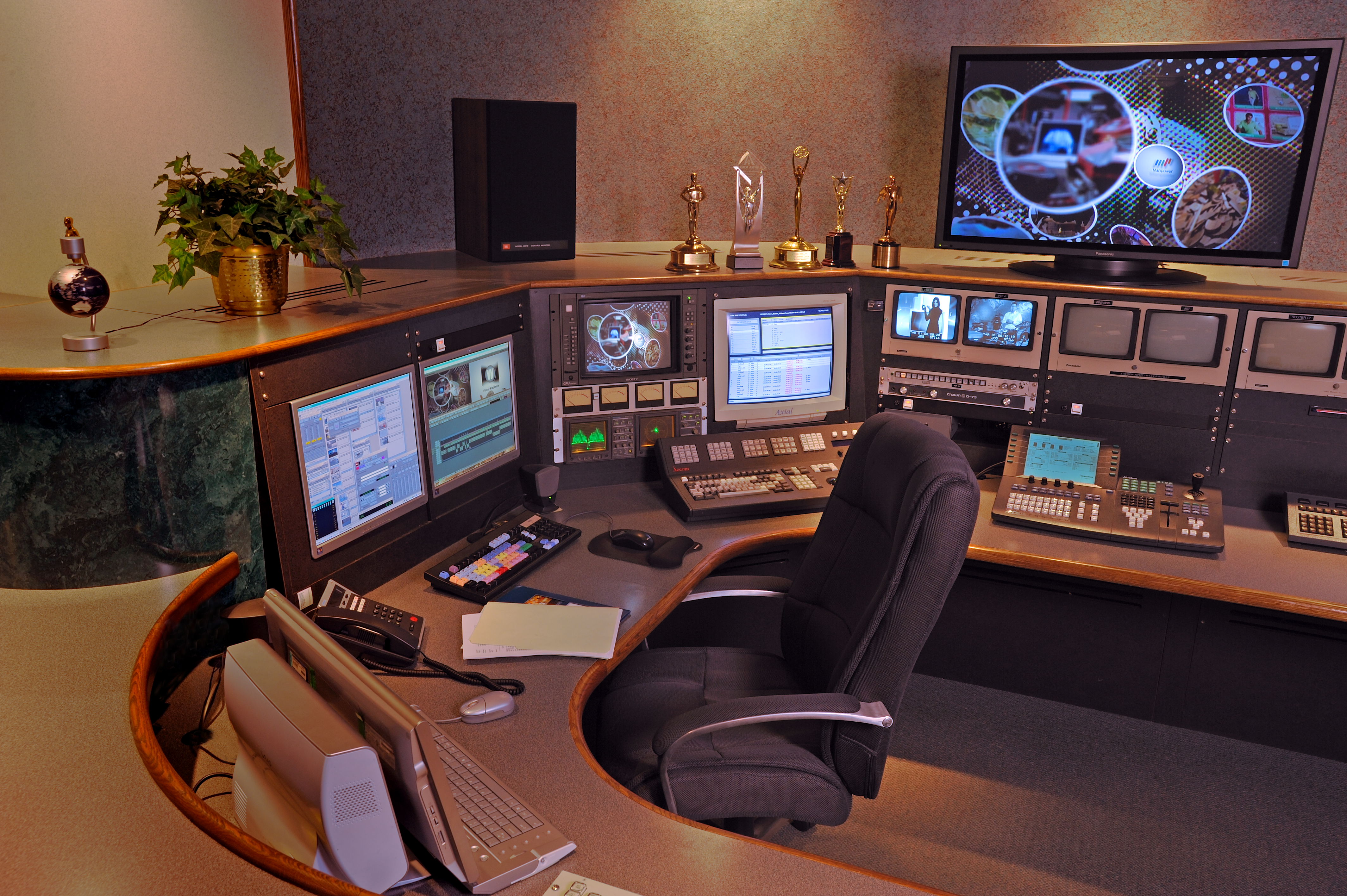
مثال على استوديو تحرير فيديو غير خطي

تحرير غير خطي هو شكل من أشكال تحرير صوت، فيديو، وتحرير الصور.

## نبذة
في التحرير دون اتصال، لا يتم تعديل المحتوى الأصلي أثناء التحرير. في التحرير غير الخطي، يتم تحديد التعديلات وتعديلها بواسطة برنامج متخصص. يتم استخدام قائمة تشغيل تعتمد على المؤشر، أو قائمة قرارات التحرير (EDL) للفيديو والصوت، أو رسم بياني دوري موجه للصور الثابتة، لتتبع عمليات التحرير. في كل مرة يتم فيها عرض الصوت أو الفيديو أو الصورة المحررة أو تشغيلها أو الوصول إليها، يتم إعادة بنائها من المصدر الأصلي وخطوات التحرير المحددة. على الرغم من أن هذه العملية أكثر كثافة من الناحية الحسابية من التعديل المباشر للمحتوى الأصلي، إلا أن تغيير التعديلات نفسها يمكن أن يكون فوريًا تقريبًا، ويمنع المزيد من فقدان التوليد عند تحرير الصوت أو الفيديو أو الصورة.
نظام التحرير غير الخطي (NLE) هو برنامج أو تطبيق لتحرير الفيديو (NLVE)، أو نظام محطة عمل الصوت الرقمي (DAW) لتحرير الصوت (NLAE). وتؤدي هذه العمليات تحريرًا غير إتلافي على المواد المصدر. يتناقض الاسم مع أساليب القرن العشرين لتحرير الفيديو الخطي وتحرير الأفلام.

## التقنيات الأساسية
نهج التحرير غير الخطي يمكن أن تستخدم عندما تكون كل الوسائل المتاحة من الملفات على ملقمات الفيديو، أو على المحلية محركات أقراص الحالة الصلبة أو الأقراص الصلبة، بدلا من التسجيلات على بكرات أو الأشرطة. بينما يرتبط التحرير الخطي بالحاجة إلى عرض الفيلم بشكل تسلسلي أو سماع الشريط، فإن التحرير غير الخطي يتيح الوصول المباشر إلى أي إطار فيديو في مقطع فيديو رقمي، دون الحاجة إلى التشغيل أو التنظيف / النقل عبر اللقطات المجاورة للوصول إليه، كما هو ضروري مع أنظمة التحرير الخطي لشريط الفيديو. .
عند إدخال موجزات الصوت أو الفيديو، يتم إرفاق البيانات الوصفية بالمقطع. يمكن إرفاق هذه البيانات الوصفية تلقائيًا (رمز الوقت، أو الترجمة، أو أخذ الرقم، أو اسم المقطع) أو يدويًا (أسماء اللاعبين، الشخصيات، في الرياضة). من الممكن بعد ذلك الوصول إلى أي إطار عن طريق إدخال رمز الوقت أو البيانات الوصفية الوصفية مباشرة. يمكن للمحرر، على سبيل المثال في نهاية اليوم في الألعاب الأولمبية، استرداد جميع المقاطع المتعلقة باللاعبين الذين حصلوا على ميدالية ذهبية بسهولة.
وتتشابه طريقة التحرير غير الخطية من حيث المفهوم مع تقنيات القص واللصق المستخدمة في تكنولوجيا المعلومات. ومع ذلك، مع استخدام أنظمة التحرير غير الخطية، يتم القضاء على الفعل المدمر لقطع الأفلام السلبية. يمكن أيضًا اعتباره مكافئًا للصوت / الفيديو لمعالجة الكلمات، ولهذا يطلق عليه تحرير فيديو سطح المكتب في مساحة المستهلك.

## بث سير العمل والمزايا
في تطبيقات البث ، يتم أولاً التقاط بيانات الفيديو والصوت على أنظمة تعتمد على القرص الصلب أو أجهزة تخزين رقمية أخرى. ثم يتم استيراد البيانات إلى الخوادم باستخدام أي تحويل ترميز أو رقمنة أو نقل ضروري . بمجرد الاستيراد، يمكن تحرير المواد المصدرية على جهاز كمبيوتر باستخدام أي من مجموعة واسعة من برامج تحرير الفيديو .
المنتج النهائي لعملية التحرير غير الخطية غير المتصلة بالإنترنت هو قائمة قرارات التحرير الدقيقة للإطارات (EDL) والتي يمكن أخذها، مع الأشرطة المصدرية، إلى مجموعة تحرير أشرطة أو أفلام عالية الجودة عبر الإنترنت. ثم تتم قراءة قائمة قرارات التحرير الدقيقة للإطارات في وحدة تحكم التحرير واستخدامها لإنشاء نسخة طبق الأصل من التحرير غير المتصل بالإنترنت من خلال تشغيل أجزاء من الأشرطة المصدرية مرة أخرى بجودة كاملة وتسجيلها على نسخة رئيسية وفقًا لنقاط التحرير الدقيقة لقائمة قرارات التحرير الدقيقة للإطارات.
يسجل برنامج التحرير قرارات المحرر في EDL يمكن تصديرها إلى أدوات تحرير أخرى. يمكن أن توجد العديد من الأجيال والاختلافات من EDL دون تخزين العديد من النسخ المختلفة، مما يسمح بتحرير مرن للغاية. كما يسهل تغيير القطع والتراجع عن القرارات السابقة ببساطة عن طريق تحرير EDL (دون الحاجة إلى تكرار بيانات الفيلم الفعلية). يتم التحكم أيضًا في فقدان التوليد ، نظرًا لعدم الاضطرار إلى إعادة ترميز البيانات بشكل متكرر عند تطبيق تأثيرات مختلفة. لا يزال من الممكن أن يحدث فقدان التوليد في الفيديو الرقمي أو الصوت عند استخدام خوارزميات ضغط الفيديو أو الصوت المفقودة حيث تقوم هذه الخوارزميات بإدخال قطع أثرية في المادة المصدر مع كل ترميز أو إعادة ترميز. تُستخدم برامج الترميز مثل Apple ProRes و Advanced Video Coding و mp3 على نطاق واسع لأنها تسمح بتخفيضات كبيرة في حجم الملف بينما غالبًا ما تكون غير قابلة للتمييز عن الأصل غير المضغوط أو المضغوط بدون فقدان.
بالمقارنة بالطريقة الخطية لتحرير الشريط إلى الشريط، يوفر التحرير غير الخطي مرونة تحرير الفيلم، مع إمكانية الوصول العشوائي وتنظيم المشروع بسهولة. في التحرير غير الخطي، لا يتم فقد ملفات المصدر الأصلية أو تعديلها أثناء التحرير. هذه واحدة من أكبر مزايا التحرير غير الخطي مقارنة بالتحرير الخطي. باستخدام EDLs، يمكن للمحرر العمل على نسخ منخفضة الدقة من الفيديو. هذا يجعل من الممكن تحرير كل من جودة البث القياسية وجودة البث عالية الدقة بسرعة كبيرة على أجهزة الكمبيوتر المكتبية التي قد لا تتمتع بالقدرة على معالجة بيانات ضخمة عالية الدقة كاملة الجودة في الوقت الفعلي.
لقد انخفضت تكاليف أنظمة التحرير بحيث أصبحت أدوات التحرير غير الخطية في متناول المستخدمين المنزليين. ويمكن الآن الوصول إلى بعض برامج التحرير مجانًا كتطبيقات ويب ؛ ويمكن تنزيل بعضها، مثل Cinelerra (الموجه للسوق الاحترافية) و Blender ، كبرامج مجانية ؛ وبعضها، مثل Windows Movie Maker من Microsoft أو iMovie من Apple Inc. ، يأتي متضمنًا مع نظام التشغيل المناسب.

## الوصول إلى المادة
التحرير استخدام طرق عديدة للوصول إلى المواد:
الوصول المباشر
حيث يقوم خادم الفيديو بتسجيل التغذية باستخدام برنامج ترميز قابل للقراءة بواسطة نظام التحرير، ولديه اتصال بالشبكة بالمحرر ويسمح بالتحرير المباشر. يقوم المحرر بمعاينة المواد مباشرة على الخادم (الذي يراه كمخزن بعيد) ويقوم بالتحرير مباشرة على الخادم دون تحويل الشفرة أو نقلها.
التخزين المشتركة
ينقل خادم الفيديو موجز ويب من وإلى التخزين المشترك الذي يمكن لجميع المحررين الوصول إليه. تحتاج الوسائط الموجودة في برنامج الترميز المناسب على الخادم فقط إلى نقلها. إذا تم التسجيل باستخدام برنامج ترميز مختلف، فيجب تحويل ترميز الوسائط أثناء النقل. في بعض الحالات (اعتمادًا على المادة)، يمكن تحرير الملفات الموجودة على وحدة التخزين المشتركة حتى قبل انتهاء النقل.
استيراد
يقوم المحرر بتنزيل المواد وتعديلها محليًا. يمكن استخدام هذه الطريقة مع الطرق السابقة.

## العلامات التجارية المحرر
واعتبارًا من يناير 2019، كان لدى Davinci Resolve قاعدة مستخدمين تزيد عن 2 مليون مستخدم باستخدام الإصدار المجاني وحده. هذه قاعدة مستخدمين قابلة للمقارنة مع Final Cut Pro X من Apple ، والتي كان لديها أيضًا 2 مليون مستخدم اعتبارًا من أبريل 2017. هذا بالمقارنة مع عام 2011، عندما أشارت التقارير، «لا يزال برنامج Avid's Media Composer هو NLE الأكثر استخدامًا في الإنتاج التلفزيوني في أوقات الذروة، حيث يتم توظيفه في ما يصل إلى 90 بالمائة من برامج البث المسائية». على الصعيد العالمي، تغير موقع وشعبية منصات تحرير الفيديو الشائعة منذ ذلك الحين مع وجود المزيد من NLEs .
- Avid Media Composer [5][6]
- Adobe Premiere Pro
- حل دافينشي [7]
- Final Cut Pro X وسابقه Final Cut Pro 7 .
- فيغاس برو

## الاستخدام المنزلي
قد تحتوي تطبيقات المستهلك المبكرة التي تستخدم كمبيوتر وسائط متعددة  للتحرير غير الخطي للفيديو على بطاقة التقاط فيديو لالتقاط فيديو تمثيلي أو اتصال FireWire لالتقاط فيديو رقمي من كاميرا فيديو رقمية، مع برنامج تحرير الفيديو الخاص بها. يمكن بعد ذلك تنفيذ مهام التحرير المختلفة على الفيديو المستورد قبل التصدير إلى وسيط آخر أو MPEG المشفر للنقل إلى قرص DVD .
ويمكن لأنظمة التحرير الحديثة المستندة إلى الويب التقاط الفيديو مباشرة من هاتف مزود بكاميرا عبر اتصال جوال GPRS أو 3G ، ويمكن أن يتم التحرير من خلال واجهة متصفح الويب، لذلك، بالمعنى الدقيق للكلمة، لا يتطلب جهاز كمبيوتر لتحرير الفيديو أي أجهزة مثبتة أو برنامج يتجاوز متصفح الويب والاتصال بالإنترنت. .

## تاريخ
عند تطوير أشرطة الفيديو لأول مرة في الخمسينيات من القرن الماضي، كانت الطريقة الوحيدة للتحرير هي قص الشريط فعليًا بشفرة حلاقة وأجزاء لصق معًا. في حين أن اللقطات التي تم قطعها في هذه العملية لم يتم إتلافها تقنيًا، فقد تم فقد الاستمرارية وتم تجاهل اللقطات بشكل عام. في عام 1963، مع إدخال Ampex Editec ، يمكن تحرير شريط الفيديو إلكترونيًا من خلال عملية تُعرف باسم تحرير الفيديو الخطي عن طريق نسخ اللقطات الأصلية بشكل انتقائي إلى شريط آخر يسمى رئيسي . التسجيلات الأصلية لا يتم إتلافها أو تغييرها في هذه العملية. ومع ذلك، نظرًا لأن المنتج النهائي هو نسخة من الأصل، فهناك فقدان للجودة على جيل.

### أول محرر غير خطي
قدم أول محرر غير خطي حقًا، CMX 600، في عام 1971 بواسطة أنظمة CMX ، وهي مشروع مشترك بين CBS و Memorex. تم تسجيل وتشغيل الفيديو التناظري بالأبيض والأسود المسجل في وضع «تخطي الحقل» على حزمة الأقراص المعدلة التي تعمل بحجم الغسالات. كانت تُستخدم عادةً لتخزين حوالي نصف ساعة من البيانات رقميًا على أجهزة الكمبيوتر المركزية في ذلك الوقت. كان 600 يحتوي على وحدة تحكم مع شاشتين مدمجتين. استخدم المحرر الشاشة الصحيحة، التي تشغّل فيديو المعاينة، لإجراء عمليات قص وتحرير القرارات باستخدام قلم ضوئي. المحرر المحدد من الخيارات متراكب كنص فوق معاينة الفيديو. تم استخدام الشاشة اليسرى لعرض الفيديو المحرر. كان الكمبيوتر DEC PDP-11 بمثابة وحدة تحكم للنظام بأكمله. نظرًا لأن الفيديو الذي تم تحريره على 600 كان بالأبيض والأسود منخفض الدقة، كان 600 مناسبًا فقط للتحرير في وضع عدم الاتصال.

### الثمانينيات
تم إنشاء أنظمة التحرير غير الخطية في الثمانينيات باستخدام أجهزة كمبيوتر تنسق العديد من أقراص الليزر أو بنوك VCRs. أحد الأمثلة على هذه الأنظمة القائمة على الأشرطة والأقراص هو EditDroid من Lucasfilm ، والذي استخدم العديد من أقراص الليزر من نفس اللقطات الأولية لمحاكاة تحرير الوصول العشوائي.  تم عرض Editdroid في NAB في عام 1984. كان EditDroid أول نظام يقدم المفاهيم الحديثة في التحرير غير الخطي مثل تحرير الخط الزمني وحاويات القصاصات.
 الذي يتخذ من LA مقرًا له نظامًا داخليًا يستخدم LaserDiscs وصول عشوائي قابل للتسجيل.
وكان النظام غير الخطي الأكثر شيوعًا في الثمانينيات هو Ediflex ،  والذي استخدم أحد البنوك Sony JVC VCRs للتحرير في وضع عدم الاتصال. تم تقديم Ediflex في عام 1983 في سلسلة Universal " Still the Beaver ". وبحلول عام 1985، تم استخدامه في أكثر من 80٪ من برامج الشبكة المصورة. في عام 1985، مُنِح صانع Ediflex ، Cinedco جائزة إيمي الفنية عن «تصميم وتنفيذ التحرير غير الخطي للبرامج المصورة».
وفي عام 1984، تم عرض معالج الصور المونتاج في NAB. استخدم المونتاج 17 نسخة متطابقة من مجموعة من عمليات اندفاع الأفلام على أجهزة فيديو فيديو بيتاماكس المُعدلة للمستهلك. تمت إضافة لوحة دائرة مخصصة إلى كل سطح مما أتاح التبديل والتشغيل بدقة الإطار باستخدام الفاصل الزمني العمودي. يوفر تحديد المواقع والتسلسل الذكي لأسطح المصدر محاكاة لتشغيل الوصول العشوائي لتسلسل مطول تم تحريره دون أي إعادة تسجيل. كانت النظرية هي أنه مع وجود العديد من نسخ الاندفاع، يمكن دائمًا وجود آلة واحدة لإعادة تشغيل اللقطة التالية في الوقت الفعلي. يمكن تغيير EDL بسهولة، وتظهر النتائج على الفور .
وكانت الميزة الأولى التي تم تحريرها على المونتاج هي Sidney Lumet's Power . والجدير بالذكر أن فرانسيس كوبولا قام بتحرير الجزء الثالث من العراب على النظام، واستخدمه ستانلي كوبريك في سترة معدنية كاملة . تم استخدامه في العديد من البرامج التلفزيونية العرضية (Knots Landing ، لواحد) وعلى مئات الإعلانات التجارية ومقاطع الفيديو الموسيقية .
وفاز نظام المونتاج الأصلي بجائزة الأوسكار للإنجاز الفني في عام 1988.[بحاجة لمصدر] تم تجسيد المونتاج في صورة مونتاج 2 في عام 1987، وظهر مونتاج 3 في NAB في عام 1991، باستخدام تقنية القرص الرقمي، والتي من المفترض أن تكون أقل تعقيدًا من نظام بيتاماكس .
وكانت كل هذه الأنظمة الأصلية بطيئة ومرهقة وواجهت مشاكل مع القدرة الحصانية المحدودة للكمبيوتر في ذلك الوقت، ولكن شهدت الفترة من منتصف إلى أواخر الثمانينيات اتجاهًا نحو التحرير غير الخطي، والابتعاد عن تحرير الفيلم على Moviolas والخطي. طريقة شريط الفيديو باستخدام أجهزة VCRs U-matic. تقدمت معالجة الكمبيوتر بشكل كافٍ بحلول نهاية الثمانينيات لتمكين الصور الرقمية الحقيقية، وقد تقدمت اليوم لتوفير هذه الإمكانية في أجهزة الكمبيوتر المكتبية الشخصية .
وتم توضيح مثال على تقدم قوة الحوسبة لجعل التحرير غير الخطي ممكنًا في أول نظام تحرير رقمي غير خطي بالكامل، وهو نظام تركيب التأثيرات "Harry" الذي صنعته شركة Quantel في عام 1985. على الرغم من أنه كان أكثر من نظام تأثيرات فيديو، إلا أنه يحتوي على بعض إمكانات التحرير غير الخطية. الأهم من ذلك، أنه يمكنه تسجيل (وتطبيق التأثيرات على) 80 ثانية (بسبب قيود مساحة القرص الصلب) من جودة البث للفيديو الرقمي غير المضغوط المشفر بتنسيق 8 بت CCIR 601 على مجموعة الأقراص الثابتة المضمنة .

### التسعينيات
تم إضفاء الطابع الرسمي على مصطلح التحرير غير الخطي عام 1991 مع نشر كتاب مايكل روبن غير الخطي: دليل للأفلام الرقمية وتحرير الفيديو (Triad ، 1991) -و الذي شاع هذه المصطلحات على المصطلحات الأخرى الشائعة في ذلك الوقت، بما في ذلك التحرير في الوقت الحقيقي ، والعشوائي- الوصول أو تحرير RA والتحرير الظاهري والتحرير الإلكتروني للأفلام وما إلى ذلك.[بحاجة لمصدر]
وتم تقديم التحرير غير الخطي باستخدام أجهزة الكمبيوتر كما هو معروف اليوم لأول مرة بواسطة Editing Machines Corp. في عام 1989 باستخدام محرر EMC2 ، وهو نظام تحرير غير خطي غير متصل بالإنترنت يعتمد على الكمبيوتر الشخصي ويستخدم الأقراص الضوئية المغناطيسية لتخزين وتشغيل الفيديو، باستخدام فيديو بدقة نصف الشاشة بمعدل 15 إطارًا في الثانية. وقبل بضعة أسابيع في وقت لاحق من ذلك العام نفسه، طماع قدم طماع / 1، الأولى في خط على وسائل الاعلام ملحن النظم. كان يعتمد على نظام كمبيوتر Apple Macintosh (تم استخدام أنظمة Macintosh II) مع أجهزة وبرامج خاصة تم تطويرها وتثبيتها بواسطة Avid .
وكانت جودة الفيديو لـ Avid / 1 (وأنظمة Media Composer لاحقًا من أواخر الثمانينيات) منخفضة إلى حد ما (حول جودة VHS)، بسبب استخدام إصدار مبكر جدًا من برنامج ترميز Motion JPEG (M-JPEG). كان كافياً، مع ذلك، توفير نظام متعدد الاستخدامات للتحرير في وضع عدم الاتصال. كان فيلم Lost in Yonkers (1993) أول فيلم تم تحريره باستخدام Avid Media Composer ، وأول فيلم وثائقي طويل تم تحريره بهذا الشكل كان برنامج HBO Earth and the American Dream ، الذي فاز بجائزة National Primetime Emmy Award للتحرير في عام 1993.
وتضمنت NewTek Video Toaster Flyer لـ Amiga إمكانيات تحرير غير خطية بالإضافة إلى معالجة إشارات الفيديو الحية. استخدم Flyer محركات الأقراص الثابتة لتخزين مقاطع الفيديو والصوت، ودعم التشغيل النصي المعقد. يوفر Flyer تشغيلًا متزامنًا ثنائي القناة، مما يسمح لمحول الفيديو الخاص بـ Toaster بإجراء انتقالات وتأثيرات أخرى على مقاطع الفيديو دون عرض إضافي. كان جزء Flyer من مجموعة Video Toaster / Flyer عبارة عن جهاز كمبيوتر كامل خاص به، وله معالج دقيق خاص به وبرنامج مدمج . تضمنت أجهزتها ثلاثة وحدات تحكم SCSI مضمنة. تم استخدام اثنتين من هذه الحافلات لتخزين بيانات الفيديو، والثالثة لتخزين الصوت. استخدم فلاير خوارزمية خاصة بضغط المويجات تعرف باسم VTASC ، والتي كانت تحظى بتقدير جيد في ذلك الوقت لتقديم جودة بصرية أفضل من أنظمة التحرير غير الخطية المماثلة باستخدام الحركة JPEG .
وحتى عام 1993، كان Avid Media Composer يستخدم في الغالب لتحرير الإعلانات التجارية أو غيرها من المشاريع ذات المحتوى الصغير والعالية القيمة. كان هذا في المقام الأول لأن تكلفة شراء النظام كانت عالية جدًا، خاصةً بالمقارنة مع الأنظمة القائمة على الأشرطة غير المتصلة بالإنترنت والتي كانت تستخدم في ذلك الوقت بشكل عام. كان تخزين القرص الصلب أيضًا مكلفًا بما يكفي ليكون عاملاً مقيدًا لجودة اللقطات التي يمكن أن يعمل بها معظم المحررين أو كمية المواد التي يمكن الاحتفاظ بها رقميًا في أي وقت. 
وحتى عام 1992، كان بإمكان أجهزة كمبيوتر Apple Macintosh الوصول إلى 50 غيغابايت فقط من التخزين دفعة واحدة. تم التغلب على هذا القيد من قبل فريق البحث والتطوير للفيديو الرقمي في قناة ديزني بقيادة ريك آي . بحلول فبراير 1993، قام هذا الفريق بدمج نظام طويل الشكل يسمح لـ Avid Media Composer بالعمل على Apple Macintosh بالوصول إلى أكثر من سبعة تيرابايت من بيانات الفيديو الرقمية. من خلال الوصول الفوري إلى لقطات فيلم كامل، أصبح التحرير غير الخطي طويل الشكل ممكنًا الآن. ظهر النظام لأول مرة في مؤتمر NAB في عام 1993 في أكشاك الشركات المصنعة للأنظمة الفرعية الرئيسية الثلاثة، Avid وSilicon Graphics وSony . في غضون عام، حيث حلت الآلاف من هذه الأنظمة محل معدات تحرير الأفلام مقاس 35 ملم في استوديوهات الصور المتحركة ومحطات التلفزيون الرئيسية في جميع أنحاء العالم.
وعلى الرغم من أن M-JPEG أصبح برنامج الترميز القياسي لـ NLE خلال أوائل التسعينيات، إلا أنه كان له عيوب. استبعدت متطلباتها الحسابية العالية تطبيقات البرامج التي تفرض تكلفة إضافية وتعقيدًا لضغط الأجهزة / بطاقات التشغيل. والأهم من ذلك، أن سير العمل التقليدي للشريط قد تضمن التحرير من شريط فيديو، غالبًا في منشأة مستأجرة. عندما غادر المحرر جناح التحرير، كان بإمكانهم أخذ شرائطهم معهم بأمان. لكن معدل بيانات M-JPEG كان مرتفعًا جدًا لأنظمة مثل Avid / 1 على Mac و Lightworks على الكمبيوتر الشخصي لتخزين الفيديو على وحدة تخزين قابلة للإزالة. يجب تخزين المحتوى على أقراص ثابتة ثابتة بدلاً من ذلك. لم يكن نموذج الشريط الآمن للاحتفاظ بالمحتوى معك ممكنًا مع هذه الأقراص الثابتة. غالبًا ما كانت آلات التحرير تُستأجر من منازل المرافق على أساس كل ساعة، واختارت بعض المنتجات حذف موادها بعد كل جلسة تحرير، ثم تناولها مرة أخرى في اليوم التالي لضمان أمان محتواها.  بالإضافة إلى ذلك، كان لكل نظام NLE مساحة تخزين محدودة بسعة القرص الثابت .
وتم تناول هذه القضايا من قبل شركة صغيرة في المملكة المتحدة، Eidos Interactive . اختارت Eidos أجهزة الكمبيوتر الجديدة القائمة على ARM من المملكة المتحدة وطبقت نظام تحرير، تم إطلاقه في أوروبا في عام 1990 في مؤتمر البث الدولي . نظرًا لأنه قام بتطبيق برنامج الضغط الخاص به المصمم خصيصًا للتحرير غير الخطي، لم يكن لنظام Eidos أي متطلبات لأجهزة JPEG وكان إنتاجه رخيصًا. يمكن للبرنامج فك تشفير العديد من تدفقات الفيديو والصوت مرة واحدة للحصول على تأثيرات في الوقت الفعلي دون أي تكلفة إضافية. ولكن الأهم من ذلك، أنه ولأول مرة، دعم التخزين غير المحدود القابل للإزالة. تسمح أنظمة Eidos Edit 1 و Edit 2 و Optima الأحدث للمحرر باستخدام أي نظام Eidos ، بدلاً من أن يكون مقيدًا بنظام معين، ولا يزال يحافظ على أمان بياناته. كان نظام تحرير برامج Optima مرتبطًا ارتباطًا وثيقًا بأجهزة Acorn ، لذلك عندما توقفت Acorn عن تصنيع Risc PC في أواخر التسعينيات، أوقفت Eidos نظام Optima .
وفي أوائل التسعينيات، أخذت شركة أمريكية صغيرة تُدعى Data Translation ما تعرفه عن ترميز الصور وفك تشفيرها للجيش الأمريكي وعملاء الشركات الكبرى وأنفقت 12 مليون دولار على تطوير محرر سطح مكتب استنادًا إلى خوارزميات الضغط الخاصة بها والأجزاء الجاهزة. . كان هدفهم هو إضفاء الطابع الديمقراطي على سطح المكتب والاستيلاء على بعض سوق Avid. في أغسطس 1993، دخلت Media 100 السوق، وقدمت للمحررين المحتملين منصة منخفضة التكلفة وعالية الجودة .
وفي نفس الفترة تقريبًا، قدم اثنان من المنافسين الآخرين أنظمة غير خطية تتطلب أجهزة خاصة — عادةً بطاقات تُضاف إلى نظام الكمبيوتر. كان Fast Video Machine نظامًا قائمًا على الكمبيوتر الشخصي ظهر لأول مرة كنظام غير متصل بالإنترنت، وأصبح لاحقًا أكثر قدرة على التحرير عبر الإنترنت. كان Immix Video Cube أيضًا منافسًا لشركات الإنتاج الإعلامي. يحتوي Immix Video Cube على سطح تحكم به خافتات للسماح بالخلط والتحكم في المكوك. جاء Media 100 من Data Translation مع ثلاثة برامج ترميز JPEG مختلفة لأنواع مختلفة من الرسومات والعديد من الدقة. تسببت هذه الشركات الأخرى في ضغوط سوق هبوطية هائلة على شركة Avid. تم إجبار Avid على تقديم أنظمة منخفضة السعر باستمرار للتنافس مع Media 100 والأنظمة الأخرى .
مستوحاة من نجاح Media 100، ترك أعضاء فريق تطوير Premiere Adobe لبدء مشروع يسمى "Keygrip" لماكروميديا. وأدت صعوبة جمع الدعم والمال من أجل التنمية إلى قيام الفريق بأخذ محررهم غير الخطي إلى NAB Show . بعد تقديم العديد من الشركات للعروض، تم شراء Keygrip بواسطة Apple حيث أراد Steve Jobs منتجًا للتنافس مع Adobe Premiere في سوق فيديو سطح المكتب. في نفس الوقت تقريبًا، كان Avid - الآن مع إصدارات Windows من برنامج التحرير الخاص به - يفكر في التخلي عن نظام Macintosh الأساسي. أصدرت Apple Final Cut Pro في عام 1999، وعلى الرغم من عدم أخذها على محمل الجد في البداية من قبل المتخصصين، فقد تطورت لتصبح منافسًا جادًا لأنظمة Avid على مستوى الدخول .

### DV
حدثت قفزة أخرى في أواخر التسعينيات مع إطلاق تنسيقات الفيديو المستندة إلى DV للاستخدام الاستهلاكي والمهني.و مع DV جاء IEEE 1394 (FireWire / iLink)، وهي طريقة بسيطة وغير مكلفة لإدخال الفيديو إلى أجهزة الكمبيوتر والخروج منها. لم يعد يتعين على المستخدمين تحويل الفيديو من تناظري إلى رقمي - تم تسجيله على أنه رقمي للبدء به - وقدم FireWire طريقة مباشرة لنقل بيانات الفيديو بدون أجهزة إضافية. مع هذا الابتكار، أصبح التحرير اقتراحًا أكثر واقعية للبرامج التي تعمل على أجهزة الكمبيوتر القياسية. لقد مكّن التحرير المكتبي من إنتاج نتائج عالية الجودة بجزء بسيط من تكلفة الأنظمة السابقة .

### عالية الدقة
وفي أوائل عام 2000، استمر إدخال تنسيقات HD عالية الضغط مثل HDV في هذا الاتجاه، مما جعل من الممكن تحرير المواد عالية الدقة على جهاز كمبيوتر قياسي يقوم بتشغيل تطبيق تحرير برمجي فقط .
ولا تزال Avid تعتبر معيار الصناعة، مع وجود غالبية الأفلام الروائية والبرامج التلفزيونية والإعلانات التجارية التي تم إنشاؤها باستخدام أنظمة NLE الخاصة بها. حصل Final Cut Pro على جائزة إيمي للتكنولوجيا والهندسة في عام 2002 ويستمر في تطوير ما يلي .
واحتفظت Avid بمكانتها الرائدة في السوق في ظهور حزم برامج أرخص، ولا سيما Adobe Premiere في عام 1992 وFinal Cut Pro في عام 1999. هذه المنتجات الثلاثة المتنافسة من قبل Avid وAdobe وApple هي أهم منتجات NLE ، وغالبًا ما يشار إليها باسم A-Team. مع التقدم في قوة معالجة الكمبيوتر الخام، ظهرت منتجات جديدة بما في ذلك تطبيق برمجيات NewTek SpeedEdit .
ومنذ عام 2000، تشتمل العديد من أجهزة الكمبيوتر الشخصية على برامج أساسية غير خطية لتحرير الفيديو مجانًا. هذه هي حالة Apple iMovie لمنصة Macintosh ، والعديد من البرامج مفتوحة المصدر مثل Kdenlive و Cinelerra-GG Infinity و PiTiVi لمنصة Linux وWindows Movie Maker لمنصة Windows. جلبت هذه الظاهرة تحريرًا غير خطي منخفض التكلفة للمستهلكين .

### السحابة
وتعني متطلبات تحرير الفيديو من حيث أحجام البيانات المعنية أن قرب اللقطات (قيد التحرير) من نظام NLE الذي يقوم بالتحرير محكوم جزئيًا بقدرة اتصال البيانات بين الاثنين. أتاح التوافر المتزايد للإنترنت عريض النطاق جنبًا إلى جنب مع استخدام نسخ منخفضة الدقة من المواد الأصلية (وكلاء الفيديو) فرصة ليس فقط لمراجعة المواد وتحريرها عن بُعد ولكن أيضًا (نظرًا لأنها شبكة عامة) فتح الوصول إلى المزيد من الأشخاص نفس المحتوى في نفس الوقت. في عام 2004، تم عرض أول محرر فيديو قائم على السحابة، والمعروف باسم Blackbird واستند إلى تقنية اخترعها ستيفن ستريتر، في IBC وتم الاعتراف به من قبل RTS في العام التالي. منذ هذا الوقت، أصبح عدد من المحررين الآخرين المستندة إلى السحابة متاحًا بما في ذلك أنظمة من Avid و WeVideo و Grabyo . على الرغم من اعتمادهم على الاتصال بالشبكة ، فإن الحاجة إلى استيعاب المواد قبل التحرير يمكن أن تحدث واستخدام «وكلاء الفيديو»، فقد ازداد اعتمادهم. كانت شعبيتها مدفوعة إلى حد كبير بتوفير الوقت (مثل السرعة التي يمكن بها مشاركة المواد ، على سبيل المثال ، من خلال عدم الحاجة إلى نقل الوسائط فعليًا)، والكفاءات الناشئة عن فرص زيادة التعاون وإمكانية توفير التكاليف المستمدة من استخدام نظام أساسي مشترك ، أو توظيف بنية تحتية بدلاً من شرائها ، فضلاً عن استخدام معدات تكنولوجيا المعلومات التقليدية بدلاً من تصميم الأجهزة خصيصًا لتحرير الفيديو .

### 4K
واعتبارًا من عام 2014، كان 4K Video في NLE جديدًا إلى حد ما ، ولكن تم استخدامه في إنشاء العديد من الأفلام في جميع أنحاء العالم ، بسبب الاستخدام المتزايد لكاميرات 4K المتقدمة مثل الكاميرا الحمراء . ومن الأمثلة على البرمجيات لهذه المهمة طماع وسائل الاعلام ملحن ، أبل Final Cut Pro وX ، سوني فيغاس، أدوبي بريمير ، دافينشي حل ، EDIUS ، وإنفينيتي Cinelerra-GG لينكس .

### 8K
اعتبارًا من 2019 فيديوهات 8k كانت جديدة نسبيًا: يتطلب تحرير الفيديو 8k أجهزة وبرمجيات متقدمة قادرة على التعامل مع المعايير .

### تعديل الصورة
وبالنسبة لبرامج التصوير ، فإن الأعمال المبكرة مثل الصورة الحية لبرنامج HSC  جلبت التحرير غير المدمر للسوق الاحترافي والجهود الحالية مثل GEGL توفر تطبيقًا يتم استخدامه في برامج تحرير الصور مفتوحة المصدر .

## الجودة
وفي وقت من الأوقات ، كان الشاغل الرئيسي للتحرير غير الخطي هو جودة الصورة والصوت. تتطلب قيود التخزين في ذلك الوقت أن تخضع جميع المواد لتقنيات ضغط ضياع لتقليل مقدار الذاكرة المشغولة .
حيث أدت التحسينات التي تم إجراؤها على تقنيات الضغط وسعة تخزين القرص إلى التخفيف من هذه المخاوف ، وقد أدى الترحيل إلى الفيديو والصوت عالي الوضوح إلى إزالة هذا القلق تمامًا تقريبًا. معظم برامج NLE الاحترافية قادرة أيضًا على تحرير الفيديو غير المضغوط باستخدام الأجهزة المناسبة .

## روابط خارجية
- رابط إلى حلقة يمكن تنزيلها من البرنامج التلفزيوني "The Computer Chronicles" من عام 1990 ، والذي يتضمن ميزة عن أول برنامج Avid Media Composer